# Navadni mravljinčar
Navadni mravljinčar (znanstveno ime Myrmecophilus acervorum) je vrsta kobilice iz družine mravljinčarjev, ki živi kot zajedavec v gnezdih različnih vrst mravelj.

## Opis
Podobno kot ostali predstavniki rodu Myrmecophilus (dobesedno »ljubitelj mravelj«) ima več prilagoditev na življenje v mravljiščih. Najopaznejša je majhna telesna velikost, odrasli namreč dosežejo 1,5 do 3,5 mm v dolžino, s čimer so daleč najmanjši predstavniki evropske favne kobilic. Poleg tega so brez kril in se ne oglašajo, za razliko od številnih drugih kratkotipalčnic, ki proizvajajo zvok s stridulacijo. Značilna sta tudi svetlejša obroča okrog telesa in par velikih cerkov na koncu zadka, s katerima tipajo.
Za vrsto so znane le samice, ki se razmnožujejo partenogenetsko. Jajčeca odlagajo med marcem in oktobrom v prst pod gnezdom, pozimi pa hibernirajo. Nimfe lahko razločimo od odraslih živali le po mikroskopskih znakih, kot je dolžina leglice, število dlačic na cerkih in število trnov na nogah.

## Ekologija
Živijo v gnezdih (mravljiščih) različnih vrst mravelj iz rodov Myrmica, Lasius, Formica in Tetramorium. Njihov odnos z mravljami je pretežno zajedavski in v manjši meri inkvilin. Prehranjujejo se največkrat tako, da pri bližnjih delavkah sprožijo trofalakso – prenos delno prebavljene hrane z usti, kakor delavke sicer hranijo razvijajoče se mravlje in matice. Poleg tega pogosto ližejo druge mravlje po površini skeleta. Na ta način privzamejo tudi značilne spojine, s katerimi se mravlje prepoznavajo, zaradi česar jih delavke ne prepoznajo kot tujke.
Mravljišče najdejo tako, da sledijo feromonskim sledem, s katerimi delavke mravelj označujejo pot.

## Razširjenost
Razširjenost je zaradi majhne velikosti in prikritega življenjskega sloga slabo poznana; največ znanih podatkov je iz Srednje Evrope, v Južni Evropi pa poznavanje otežujejo sorodne vrste, ki so po telesni zgradbi zelo podobne in jih je zaradi neraziskanosti težko ločiti med seboj.